# John Hoppner

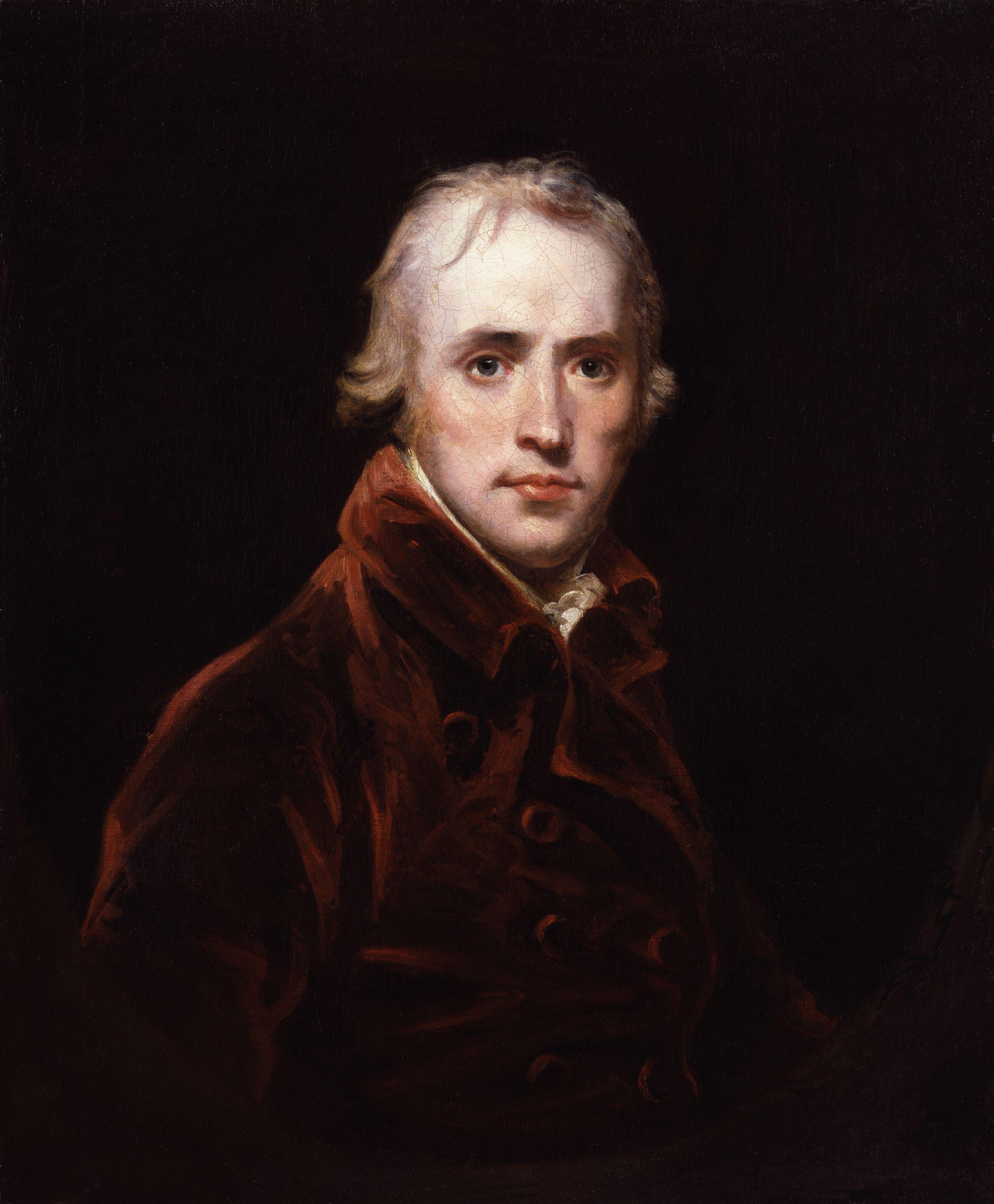
Autorretrato (c. 1780).

John Hoppner (4? de abril de 1758 - 23 de enero de 1810) fue un pintor inglés. Alcanzó fama como un brillante colorista. Sus pinceladas tienen calidades de libertad y amplitud que le dan a sus obras un ligero aspecto del encanto de Reynolds.

## Comienzos

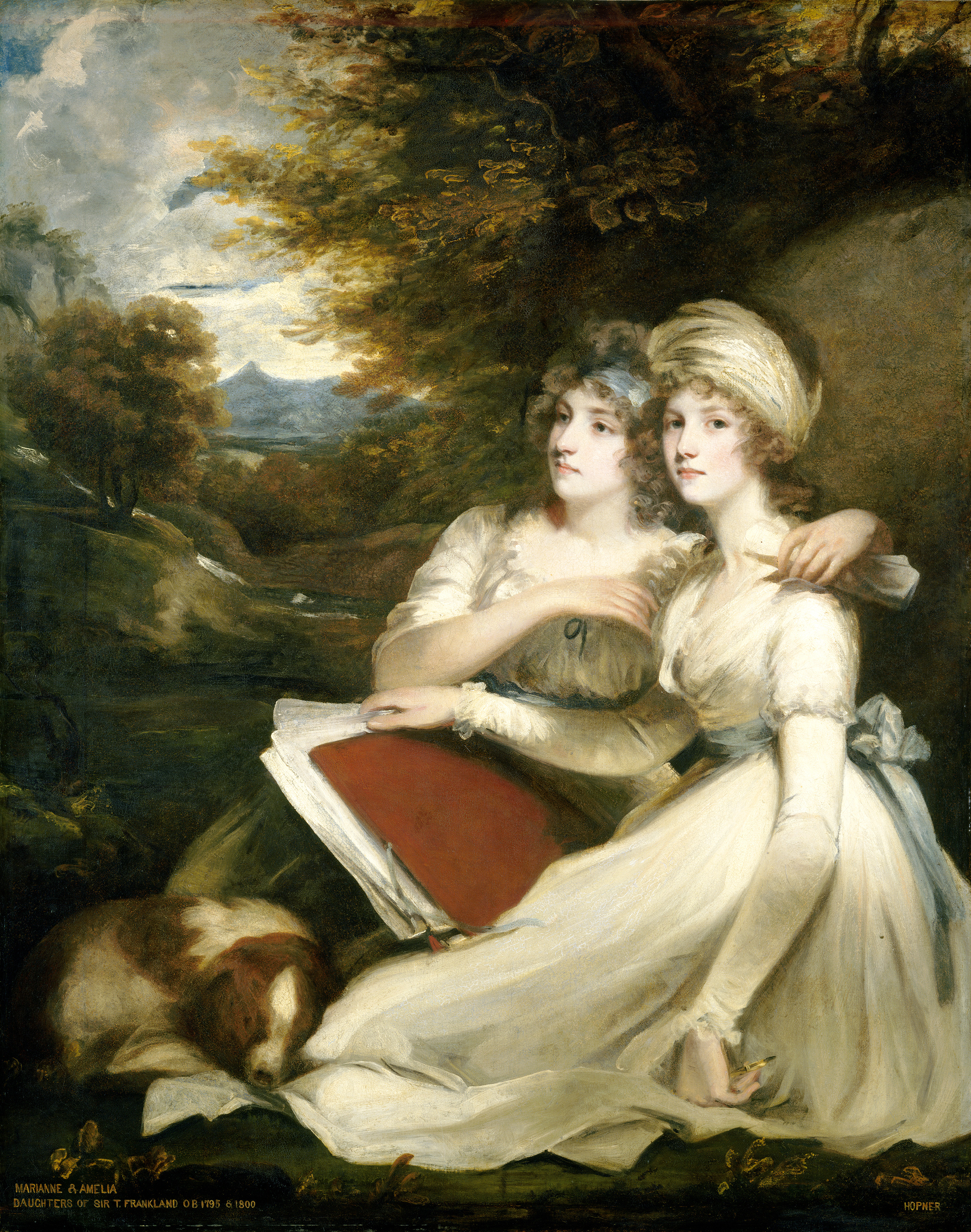
Retrato de las hermanas Frankland, 1795.

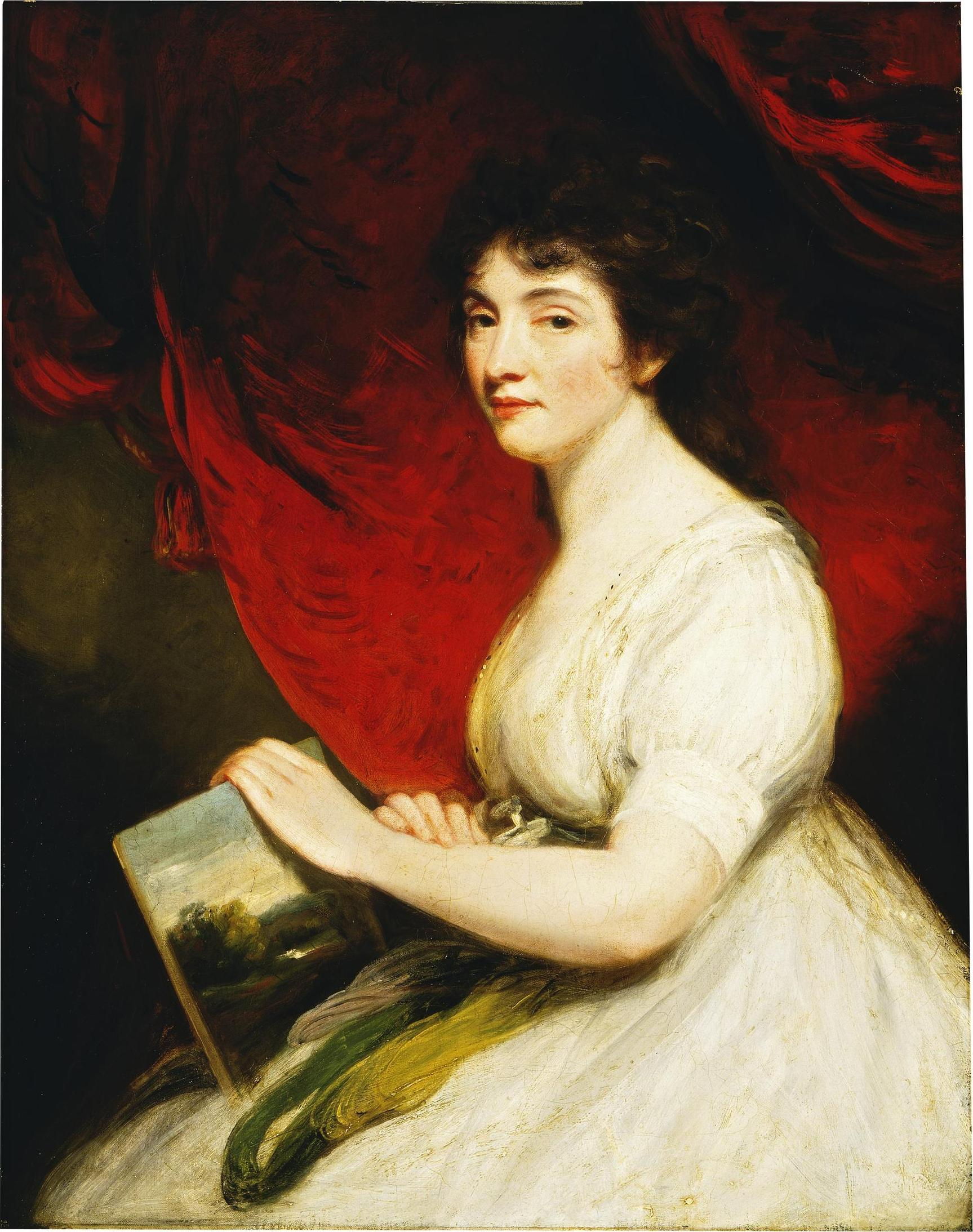
Miss Mary Linwood, hacia 1800, John Hoppner V&A Museum no. 1439-1874.

Hoppner nació en Whitechapel, Londres, hijo de padres alemanes - su madre era una de las personas alemanas destacadas en el palacio real. El interés paternal del Rey Jorge y su patrocinio del joven dieron origen a rumores, infundados, que podría ser su hijo ilegítimo. Hoppner forma parte del coro de la capilla real, pero dada su inclinación por el arte, en 1775 ingresa en la Royal Academy. En 1778 es distinguido con una medalla de plata por sus dibujos de modelos vivos, y en 1782 recibe el más alto premio de la Academia, la medalla de oro por pintura histórica, su tema es el rey Lear.

## Galería

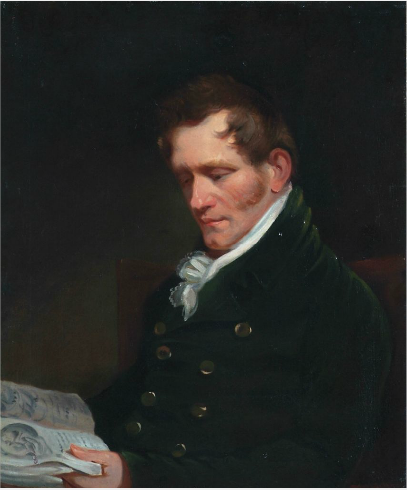
Dr. Matthias Hoffman, Province House (Nova Scotia)
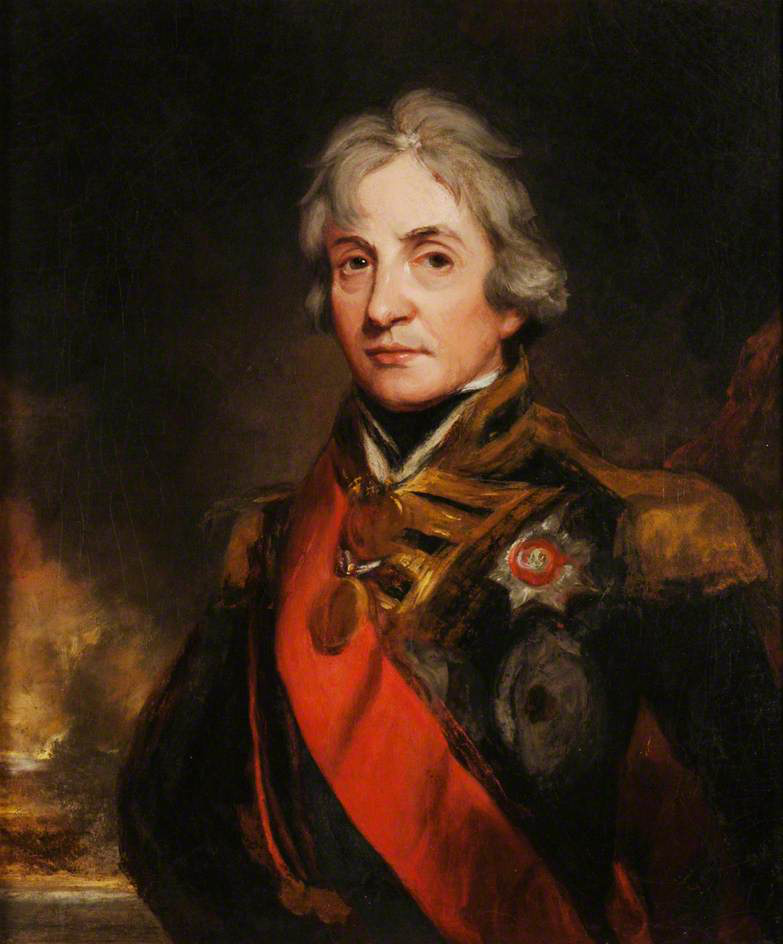
Lord Nelson
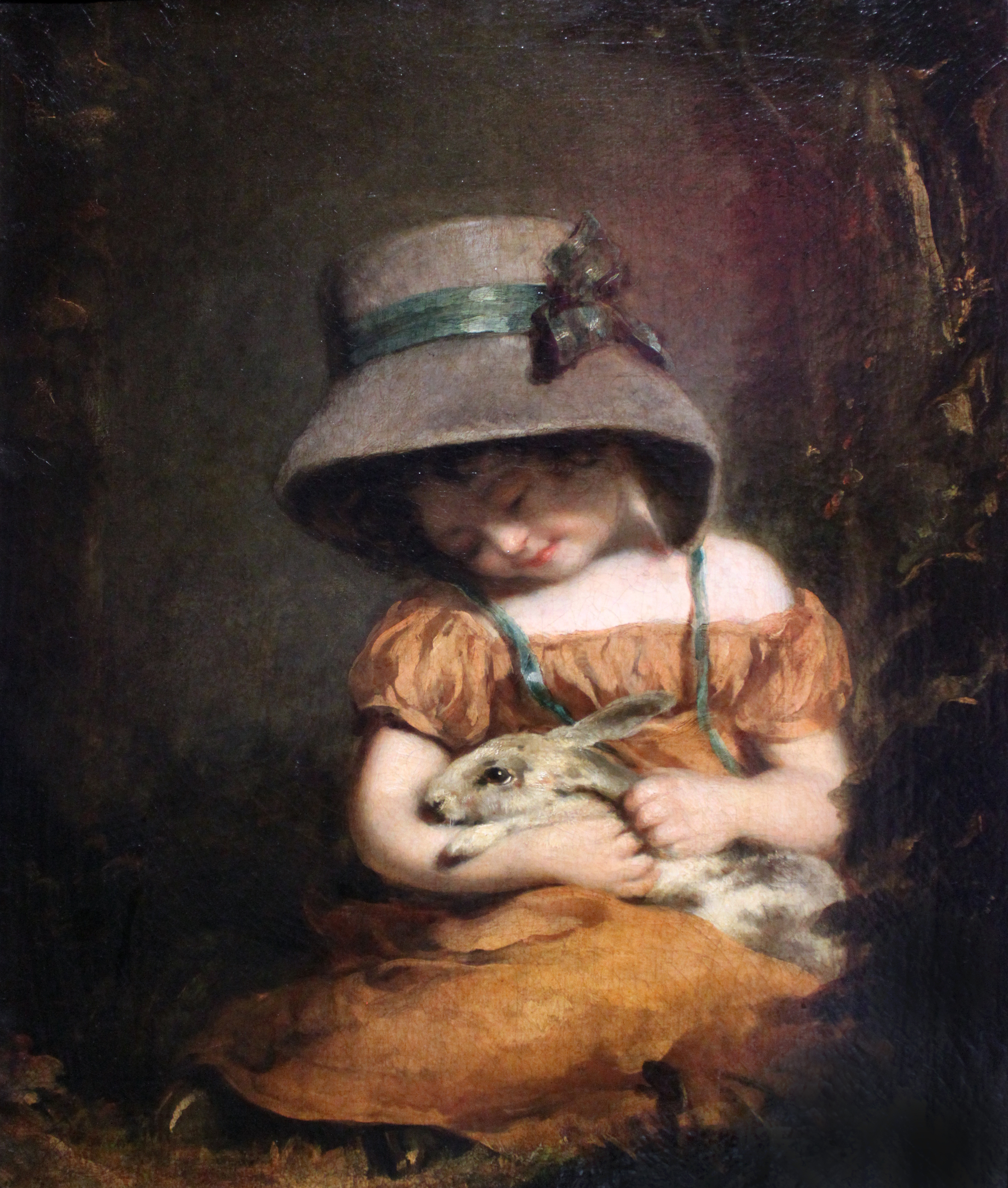
Muchacha con el conejo, 1800, Städel